# Čantavir
Čantavir (izvirno srbsko Чантавир; madžarsko Csantavér) je naselje v Srbiji, ki upravno spada pod Mesto Subotica; slednja pa je del Severnobačkega upravnega okraja.

## Demografija
V naselju, katerega izvirno (srbsko-cirilično) ime je Чантавир, živi 5661 polnoletnih prebivalcev, pri čemer je njihova povprečna starost 40,8 let (39,1 pri moških in 42,3 pri ženskah). Naselje ima 2801 gospodinjstev, pri čemer je povprečno število članov na gospodinjstvo 2,56.
To naselje je v glavnem madžarsko (glede na popis iz leta 2002), a v času zadnjih treh popisov je opazno zmanjšanje števila prebivalcev.
|  |

| Demografija | Demografija     | Demografija     |
| Leto        | Št. prebivalcev | Št. prebivalcev |
| ----------- | --------------- | --------------- |
|             |                 |                 |
|             |                 |                 |
|             |                 |                 |
|             |                 |                 |
| 1948        | 9397            |                 |
| 1953        | 9262            |                 |
| 1961        | 9341            |                 |
| 1971        | 9085            |                 |
| 1981        | 8596            |                 |
| 1991        | 7940            | 7880            |
| 2002        | 7303            | 7178            |
|             |                 |                 |

| Etnična sestava po popisu iz leta 2002 | Etnična sestava po popisu iz leta 2002 | Etnična sestava po popisu iz leta 2002 | Etnična sestava po popisu iz leta 2002 | Etnična sestava po popisu iz leta 2002 |
| -------------------------------------- | -------------------------------------- | -------------------------------------- | -------------------------------------- | -------------------------------------- |
| Madžari                                | Madžari                                |                                        | 6.632                                  | 92,39%                                 |
| Romi                                   | Romi                                   |                                        | 233                                    | 3,24%                                  |
| Srbi                                   | Srbi                                   |                                        | 54                                     | 0,75%                                  |
| Jugoslovani                            | Jugoslovani                            |                                        | 51                                     | 0,71%                                  |
| Bunjevci                               | Bunjevci                               |                                        | 24                                     | 0,33%                                  |
| Hrvati                                 | Hrvati                                 |                                        | 22                                     | 0,30%                                  |
| Nemci                                  | Nemci                                  |                                        | 6                                      | 0,08%                                  |
| Črnogorci                              | Črnogorci                              |                                        | 4                                      | 0,05%                                  |
| Muslimani                              | Muslimani                              |                                        | 4                                      | 0,05%                                  |
| Albanci                                | Albanci                                |                                        | 4                                      | 0,05%                                  |
| Makedonci                              | Makedonci                              |                                        | 3                                      | 0,04%                                  |
| Slovaki                                | Slovaki                                |                                        | 1                                      | 0,01%                                  |
| Bošnjaki                               | Bošnjaki                               |                                        | 1                                      | 0,01%                                  |
| Neznano                                | Neznano                                |                                        | 4                                      | 0,05%                                  |